# Глитч (астрономия)
Глитч (англ. Glitch «сбой») — неожиданное увеличение (до 1 миллионной доли) частоты вращения пульсара, которая обычно постоянно уменьшается из-за торможения, вызываемого выбросами излучения и частиц высоких энергий. 
Неизвестно, связаны ли они с временны́м шумом (англ. timing noise), который демонстрируют все пульсары. После сбоя есть период постепенного восстановления, когда наблюдается замедление вращения к значениям, близким к значению перед сбоем. 
Наблюдались периоды постепенного восстановления длительностью от дней до лет. Наблюдались и активно изучались только несколько сбоев у пульсара PSR B0531+21 в Крабовидной туманности и у Vela.

## Причина
Хотя точная причина сбоев неизвестна, считается, что они вызваны внутренними процессами в пульсаре. Это отличает их от неуклонного снижения частоты вращения звезды, которое вызвано внешними процессами. Хотя подробности процесса, ведущего к глитчу, неизвестны, считается, что обусловленное этим увеличение частоты вращения пульсара вызвано краткой сцепкой быстровращающегося сверхтекучего ядра пульсара с корой, которые обычно свободно скользят друг по другу. Эта краткая связь передаёт кинетический момент от ядра к поверхности, что вызывает увеличение частоты вращения. Считается, что сцепление может быть вызвано торможением магнитного диполя пульсара.